# هسته تکمه‌ای‌پستانکی
هستهٔ تکمه‌ای‌پستانکی (انگلیسی: Tuberomammillary nucleus) یا توبرومامیلاری یا به‌اختصار «TMN» یک هستهٔ هیستامین‌ساز است که در بخش یک سوم خَلفی (پشتی) هیپوتالاموس واقع شده‌است. این هسته، حاویِ یاخته‌های عصبی سازندهٔ هیستامین است و در کنترل انگیختگی، یادگیری، حافظه، خواب و تعادل انرژی نقش دارد.
هستهٔ تکمه‌ای‌پستانکی، تنها منبع تولید هیستامین در مغز انسان است. آکسون‌هایِ یاختهٔ موجود در آن، به قشر مغز، هیپوکامپ، جسم مخطط، نوکلئوس آکومبنس، آمیگدال و سایر بخش‌های هیپوتالاموس می‌رود.